# Jean-Dominique, conde de Cassini
Este artículo es sobre el astrónomo francés. Para su bisabuelo nacido en Italia, ver Giovanni Domenico Cassini.
Jean-Dominique, conde de Cassini (también conocido como Cassini IV) (París, 30 de junio de 1748 - Thury, 18 de octubre de 1845) fue un astrónomo francés, hijo de César-François Cassini de Thury y bisnieto de Giovanni Domenico Cassini.

## Biografía
Jean-Dominique nació en el Observatorio de París en 1748. En 1784 sucedió a su padre como director del observatorio pero sus planes de restauración y re-equipamiento fueron truncados por la hostilidad de la Asamblea Nacional. Su posición se volvió insostenible, dimitió el 6 de septiembre y fue enviado a prisión en 1794 para ser liberado siete meses más tarde. Tras estos hechos abandonó París y se fue a vivir a Thury donde moriría 51 años más tarde.
En 1770 publicó el relato de su viaje a América en 1768 realizado como comisario de la Academia de las Ciencias de Francia con el objetivo de poner a prueba los relojes de Pierre Le Roy en el mar. En 1791 apareció una memoria en la que describe las operaciones que supervisó en 1787 para conectar los observatorios de París y Greenwich con el objeto de determinar su diferencia de longitud. Visitó Inglaterra por motivos de trabajo y conoció a William Herschel en Slough. También completó el mapa topográfico de Francia que había comenzado su padre y que fue publicado por la Academia de las Ciencias en 1793. Dicho mapa sirvió como base del Atlas Nacional (1791) que muestra la división en departamentos de Francia.
En 1795 fue uno de los diez miembros originales del comité fundador del Bureau des Longitudes.
Las Mémoires pour servir à l’histoire de l’observatoire de Paris (1810) de Cassini contienen partes de un trabajo más extenso del que había mandado un prospecto a la Academia de las Ciencias en 1774. El volumen incluye sus  Eloges (en español, Elegías) de varios académicos y la autobiografía de su bisabuelo, Giovanni Cassini.